# 郭嵩焘
郭嵩燾（1818年4月11日—1891年7月18日），字伯琛，號筠仙，晚號玉池老人，湖南長沙府湘陰縣人，晚清政治家、軍事家、外交家、改革家，湘軍的創建者之一，亦是中国首位駐外使節，曾任駐英國、法國公使。他與曾國藩、左宗棠都是兒女親家（兒子娶曾國藩四女，女兒嫁左宗棠姪），但被左宗棠逼迫而解任署理廣東巡撫後與左宗棠不睦，至死沒有原諒左宗棠。

## 生平
道光十七年（1837年）丁酉科舉人，道光二十七年（1847年）丁未科二甲第六十名進士，選翰林院庶吉士，因丁忧回乡；後遇太平军攻打长沙，跟随曾国藩组建湘军，由军功授翰林院編修。还朝，入直上书房。
咸豐初年，任編修，左宗棠當時在駱秉章幕府中名聲顯赫，咸豐帝於是透過他聯繫左宗棠出來任官，以擊敗太平軍。
咸丰九年（1859年），英法联军攻打天津，其反对僧格林沁撤北塘备，意見不合，辞官还乡。
同治元年（1862年），应李鸿章邀请任苏松督粮道，同年升两淮盐运使。
同治二年（1863年），署理广东巡抚，同治三年（1864年），太平天国南京被攻克，其上书陈述因镇压太平天国而临时设立之地方集资制度（釐金）的危害，后卷入毛鸿宾、瑞麟先后两任两广总督的官场摩擦，同治六年（1866年）六月解任，再次归乡闲居。此前郭嵩燾大力舉薦左宗棠，但左宗棠反連上四疏逼迫郭嵩燾下台，兩人於此交情破裂。
光绪元年（1875年），改福建按察使，未上任，又入直总理各国事务衙门，期间发生馬嘉理事件，他曾弹劾云南巡抚岑毓英失职。光绪二年（1876年），升兵部左侍郎，出使英国道歉，成为首任出使英国钦差大臣，副使为刘锡鸿。稍後郭嵩燾再兼出使法国钦差大臣。
光绪二年十月十八日（1876年11月15日），自上海乘船赴欧；在驻英期间参观各地工厂学校和政府机构，其观念亦因此产生根本变化，发出“西洋政教、制造，无不出于学”的呼聲；他把使英途中见闻写成《使西纪程》，向清廷大力介绍外国先进的管理概念和政治措施，称赞西洋政教制度，並对清廷内政提出效仿的建议；但在該作寄回清廷后，因希望由总理衙门刊印，导致保守派人士的仇视，要求将其撤职查办；翰林院编修何金寿参劾他“有二心于英国，想对英国称臣”等语，他因此被清廷申斥，书稿亦遭毁版；而后又遭到副使刘锡鸿诬陷，于是因病请辞。
光绪四年（1878年）八月，清廷召回郭嵩燾，改派曾纪泽接任。光绪五年（1879年）五月初五日，他乘船抵达长沙府，由于湘阴发生守旧排外风潮，他被污蔑为“勾通洋人”，遭到不明真相的百姓和乡绅帖大字报侮辱。
郭嵩燾赋闲期间曾在湖南主讲城南书院，开设禁烟会，宣传禁止鴉片。
生前曾筹备成立船厂，未能实现。
光緒十七年（1891年）郭嵩燾病逝於家，李鴻章奏請將其事蹟宣付史館立傳，但清廷以其「出使外洋，所著書籍，頗滋物議」為由，不准其奏。

## 軼聞
郭嵩焘抵达英国伦敦后不久，于1877年10月16日应英国工厂主的邀请，访问了在伦敦附近的电气厂。在参观过程中，英国工厂主特意请郭嵩焘参观刚刚发明不久的电话。这是他首次，也是中国人第一次接触到电话。电话安装在相隔数十丈的上下楼内，郭嵩焘让随从张德彝到楼下去接听，自己在楼上与其通话。郭嵩焘问‘听闻乎？’张德彝回应‘听闻。’郭嵩焘又问‘你知觉乎？’张德彝回应‘知觉。’郭嵩焘又说‘请数数目字。’张德彝依言而数曰‘一、二、三、四、五、六、七。’郭嵩焘在日记中写道：“其语言多者亦多不能明，惟此数者分明。”由此可见，这次通话的效果并不尽如人意。
其次弟郭崑燾為湖北布政使，兄弟均為知名大吏。

## 著述
- 《倫敦與巴黎日記 （页面存档备份，存于）》
- 《禮記質疑：49卷》，思賢講舍，1890
- 《使西纪程》：对欧洲的政治、经济、社会、教学，作了详细的记录，并倡言清政府效仿实施。
- 《养知书屋文集》
- 《郭嵩焘日记》，北京：人民出版社，1981-1983。
- 《郭嵩焘奏稿》，杨坚 校补，长沙：岳麓书社，1983。
- 《使西纪程：郭嵩焘集》，陆玉林 选注，沈阳：辽宁人民出版社，1994。

## 延伸阅读
[在维基数据编辑]
 在维基文库阅读此作者作品（ 在维基共享资源阅览影像）
 《清史稿·卷446》，出自趙爾巽《清史稿》

### 引用
1. ↑  . 中央研究院歷史語言研究所.   [2025-03-05].
2. ↑  陳炳聖. . 源樺. 2007. ISBN 986828421X.
3. ↑  劉仲敬 <中國窪地> P147
4. ↑  《清史稿/卷412/列傳一百九十九》咸豐初，廣西盜起，張亮基巡撫湖南，禮闢不就。胡林翼敦勸之，乃出。敘守長沙功，由知縣擢同知直隸州。張亮基移撫山東，左宗棠歸隱梓木洞。駱秉章至湖南，復以計劫之出佐軍幕，倚之如左右手。僚屬白事，輒問：“季高先生雲何？”由是忌者日眾，謗議四起，而名日聞。同里郭嵩燾官編修，一日，文宗召問：“若識舉人左宗棠乎？何久不出也？年幾何矣？過此精力已衰，汝可為書諭吾意，當及時出為吾辦賊。”胡林翼聞而喜曰：“夢卜夐求時至矣！”
5. ↑  《清實錄‧德宗景皇帝實錄》（北京：中華書局，1986），卷299，頁965，光緒十七年七月丁亥條。
6. ↑  高拜石 正中書局版 <新編古春風樓瑣記>(三十) P251

### 書籍
- 汪榮祖《走向世界的挫折: 郭嵩燾與道咸同光時代》，臺北市：東大，1993年。

## 外部連結
- 黃一農：〈太空中的塵埃野馬：郭嵩燾〉。
- 汪榮祖：〈郭嵩焘、严复、曾纪泽三人连环叙（页面存档备份，存于）〉。
- 小野泰教：〈郭嵩焘与刘锡鸿政治思想的比较研究——以士大夫观和英国政治观为中心〉。
- 周原：〈郭嵩焘与芝加哥大学所藏稿本《沅湘耆旧诗集续编》（页面存档备份，存于）〉。
- 《使西纪程》与郭嵩焘（页面存档备份，存于）
- 清中国七十年：媚夷艳夷鄙夷仇夷（关于郭嵩焘的篇章）（页面存档备份，存于）
- 李鸿章与晚清四十年：中国历史上第一个驻外大使的惨淡际遇（页面存档备份，存于）